# Journal of Number Theory
Ne doit pas être confondu avec International Journal of Number Theory.
Le Journal of Number Theory est une revue scientifique  bimestrielle à évaluation par les pairs qui couvre tous les aspects de la théorie des nombres. 

## Historique
Le journal a été créé en 1969 par Ram Prakash Bambah (en), Peter Roquette, Arnold Ross (en), Alan Robert Woods, et Hans Julius Zassenhaus (Université d'État de l'Ohio). Au début, il paraît sur la base d'un numéro tous les deux mois ; les numéros sont groupés par volumes. Ensuite, les volumes ne contiennent plus qu'un seul numéro, et ils paraissent au rythme d'un volume par mois.

## Description
Le journal est publié mensuellement par Elsevier et le rédacteur en chef est Dorian Goldfeld (Université Columbia). D'après le Journal Citation Reports, the journal a, en 2017, un facteur d'impact de 0,774. Le comité de rédaction comporte (en 1969) notamment Helmut Hasse, J. W. S. Cassels, Heini Halberstam, Paul Erdös, Kurt Mahler, Martin Kneser, Edmund Hlawka, Louis Mordell, Peter Swinnerton-Dyer, Olga Taussky-Todd, Pál Turán,  Peter Roquette, Arnold Ross (en), Klaus Friedrich Roth, Wolfgang Schmidt, Henry Mann, Richard Brauer, Sarvadaman Chowla, Nesmith Ankeny (en), Shimshon Amitsur, Paul Bateman (en).
Depuis mai 2019, le journal présente trois sections :
1. Une première section contient des articles à fort impact, même longs et avec des preuves complètes ; ces articles sont en accès ouvert pendant un an.
2. La section générale est réservée à des articles plus courts.
3. Une troisième section présente des contributions qui font un usage important de calculs informatiques.

## Indexation et résumés
Le journal est couvert par Scopus, CompuMath Citation Index, Current Contents, Mathematical Reviews, Research Alert, Science Abstracts, Web of Science, Zentralblatt MATH